# Panfilowo (Kaliningrad, Bagrationowsk)
Panfilowo (Панфилово, deutsch Preußisch Thierau) war ein Ort in der russischen Oblast Kaliningrad (Gebiet Königsberg (Preußen)) im Gebiet des jetzigen Munizipalkreises Rajon Bagrationowsk (Stadtkreis Preußisch Eylau) und war bis 1945 das Dorf Preußisch Thierau im ostpreußischen Kreis Heiligenbeil.

## Geographische Lage
Die Ortsstelle von Panfilowo resp. Preußisch Thierau liegt südlich des Flüsschens Jarft (russisch Wituschka) und nur wenige Kilometer nördlich der Staatsgrenze zur polnischen Woiwodschaft Ermland-Masuren (= südliches Ostpreußen). Bis zur früheren Kreisstadt Heiligenbeil (russisch Mamonowo) sind es zehn  Kilometer in westlicher Richtung, und die heutige Rajonshauptstadt Bagrationowsk (deutsch Preußisch Eylau) liegt 36 Kilometer in östlicher Richtung entfernt.

## Geschichte
Um 1400 wurde das damalige Pruschen Tiraw erstmals erwähnt. Sein Name schrieb sich um 1400 Thyrawe, nach 1406 Thyraw, vor 1600 Preusch Thierau und nach 1704 bis 1947 Preußisch Thierau. Mehrere große und kleine Höfe bildeten das Dorf, das als Landgemeinde 1874 in den neu errichteten Amtsbezirk Deutsch Thierau (russisch Iwanzowo) im ostpreußischen Kreis Heiligenbeil integriert wurde. Im Jahre 1910 zählte Preußisch Thierau 89 Einwohner.
Am 30. September 1928 gab Preußisch Thierau seine Eigenständigkeit auf und schloss sich mit der Landgemeinde Lönhöfen (russisch Jasnoje) zur neuen Landgemeinde Lönhöfen zusammen.
In Kriegsfolge kam Preußisch Thierau 1945 mit dem gesamten nördlichen Ostpreußen zur Sowjetunion. 1947 erhielt das Dorf den russischen Namen „Panfilowo“ und wurde zeitgleich in den Nowo-Moskowski selski Sowet (Dorfsowjet Nowo-Moskowskoje (Pörschken)) eingegliedert, danach in den Pogranitschny selski Sowet (Dorfsowjet Pogranitschny (Hermsdorf)). Doch nicht sehr lange: wohl noch in den ersten Nachkriegsjahren verliert sich die Spur des Ortes, der – vielleicht wegen der Lage im Grenzbereich nicht mehr besiedelt – nicht mehr genannt wurde und offiziell als untergegangen galt. Seine Ortsstelle gehört heute zum Rajon Bagrationowsk (Stadtkreis Preußisch Eylau) in der Oblast Kaliningrad (Gebiet Königsberg (Preußen)) der Russischen Föderation.

## Religion
Preußisch Thierau war bis 1945 in das evangelische Kirchspiel Deutsch Thierau (russisch Iwanzowo) in der Kirchenprovinz Ostpreußen der Kirche der Altpreußischen Union eingepfarrt.

## Verkehr
Die schwer zugängliche Ortsstelle Preußisch Thieraus resp. Panfilowos ist von der Kommunalstraße 27K-121 im Abzweig Jasnoje (Lönhöfen) auf einem Landweg zu erreichen.